# Linh dương sừng nhánh Mexico
Linh dương sừng nhánh México (Danh pháp khoa học: Antilocapra americana mexicana) là một phân loài của loài linh dương sừng nhánh, phân bố tới cả México và Hoa Kỳ.

## Đặc điểm chung

### Mô tả chung
Chúng cũng có bộ lông màu trắng riêng biệt trên mông, bên, ngực, bụng, và trên cổ họng. Con đực trưởng thành có chiều dài từ 1,3-1,5 m (4 ft 3 in-4 ft 11 in) dài từ mũi đến đuôi, khi dứng thì cao 81–104 cm (32–41 in) đến vai, và cân nặng 40–65 kg (88-143 lb). Những con cái là chiều cao giống như con đực nhưng cân nặng từ 34–48 kg (75-106 lb). Bàn chân có hai móng guốc, không có huyền đề. Nhiệt độ cơ thể của chúng là 38 °C (100 °F). Chúng có một khác biệt, mùi xạ hương. Con đực đánh dấu lãnh thổ với một tuyến mùi hương trước ổ mắt mà nằm ở hai bên đầu. Chúng cũng có đôi mắt rất lớn với 320 ° lĩnh vực tầm nhìn. Không giống như hươu, nai, linh dương có một túi mật.
Mỗi sừng của chúng bao gồm một thanh mảnh, chiều ngang dẹt lưỡi xương mọc từ xương trán của hộp sọ, tạo thành một lõi vĩnh viễn. Như trong họ hươu cao cổ, da bao gồm các lõi xương, nhưng trong loài này, nó phát triển thành một vỏ bọc sừng. Không giống như những chiếc sừng của họ trâu bò, các màng bọc sừng của chúng được phân nhánh. Con đực có một vỏ bọc sừng khoảng 12,5–43 cm (4,9-16,9 in) (trung bình 25 cm (9,8 in). Con cái có sừng nhỏ hơn khoảng 2,5-15,2 cm (1–6 in) (trung bình 12 cm (4,7 in)) và đôi khi hầu như không nhìn thấy được. 

### Tốc độ
Chúng cũng là động vật có vú đất nhanh nhất ở Tây bán cầu như những người anh em của chúng, cơ thể được thiết kế để trốn kẻ săn mồi tối đa thông qua việc chạy. Tốc độ tối đa là rất khó để đo chính xác và khác nhau giữa các cá thể; nó có thể chạy 35 mph trong 4 mi (56 km/h trong vòng 6 km), 42 mph trong vòng 1 mi (67 km/h, khoảng 1,6 km), và 55 mph trong 0.5 mi (88,5 km/h cho 0,8 km). Chúng thường được coi là nhanh thứ hai của các động vật trên đất liền, chỉ đứng sau báo săn. Tuy nhiên, nó có thể duy trì tốc độ cao lâu hơn loài báo.
So với kích thước cơ thể của nó, chúng có một khí quản, tim lớn, và phổi để cho phép nó để mất một lượng lớn không khí khi chạy. Ngoài ra, móng guốccó hai dài, đệm, chỉ ngón chân, giúp hấp thụ lực khi chạy ở tốc độ cao. Chúng cũng có một cấu trúc xương cực nhẹ. Chúng được thiết kế để dành cho tốc độ mà không để bật nhảy do đó thực tế đôi khi chúng bị ảnh hưởng bởi hàng rào trại cừu. Báo sư tử, chó sói đồng cỏ, chó sói, và linh miêu là loài săn mồi chủ yếu đối với chúng. Đại bàng vàng đã được báo cáo là có săn con non.